# Bahnhof Köln Süd
Der Bahnhof Köln Süd liegt im südwestlichen Rand der Kölner Innenstadt im Stadtteil Neustadt-Süd zwischen der Luxemburger und der Zülpicher Straße. Der Bahnhof ist Nahverkehrssystemhalt an der linken Rheinstrecke und wird auch von den Zügen der Eifelstrecke nach Trier bedient.
Im Bahnhof zweigt die Güterumgehungsbahn zur Südbrücke ab, die bei Bedarf auch von Personenzügen genutzt wird. Der Bahnhof verfügt über vier Bahnsteiggleise an zwei Mittelbahnsteigen. Am Bahnhof vorbei führen zwei Gleise der Güterzugstrecke.

## Geschichte
Die linke Rheinstrecke (ursprünglich Bonn-Cölner Eisenbahn) verlief bei ihrer Eröffnung 1844 radial geradlinig auf Köln zu und endete am damaligen Stadtrand am Bahnhof Cöln-Pantaleon. Mit der Eröffnung des Centralbahnhofs 1859 wurde eine neue Strecke in Betrieb genommen, die westlich von der bestehenden Strecke abzweigte und auf der Innenseite des Inneren Festungsgürtels um die Stadt herum zum Centralbahnhof führte. Mit dem 1889 beginnenden Umbau des Centralbahnhofs wurden auch die Zulaufstrecken umgebaut und um mehrere Meter angehoben. Da sich die Strecke durch das Wachstum Kölns mittlerweile mitten in der Stadt befand, wurden im Zuge des Umbaus die Bahnhöfe Köln Süd (Schreibweise bis 1914: Cöln Süd) und Köln West, 1891 eröffnet.
Die erste Erweiterung kam 1896, als die Güterstrecke zum Güterbahnhof Köln Bonntor und zwei Jahre später zum neuen Rheinauhafen in Betrieb genommen wurde. Eine weitere Erweiterung brachte 1910 die Eröffnung der Güterumgehungsbahn über die Kölner Südbrücke mit sich: Parallel zur bestehenden Strecke wurden zwei weitere, dem Güterverkehr vorbehaltene Gleise gebaut. Die Güterstrecke beginnt in Köln West, führt über Köln Süd und den Bahnhof Köln Eifeltor nach Hürth-Kalscheuren. In Köln Süd zweigt die Strecke über Köln Bonntor auf die Südbrücke ab, eine weitere Verbindung führt südlich von Köln Süd von Eifeltor direkt über Bonntor auf die Brücke.
Von 1898 bis 1986 konnte vom Bahnhof Köln Süd aus auch der unmittelbar daneben gelegene Bahnhof Köln Barbarossaplatz der Köln Bonner Eisenbahnen erreicht werden. Dieser zeitweise viergleisige Endbahnhof der Vorgebirgsbahn ist heute größtenteils überbaut und die Haltestelle Barbarossaplatz an der heutigen Stadtbahnlinie 18 liegt weiter nördlich.

## Derzeitige Nutzung und Gestaltung

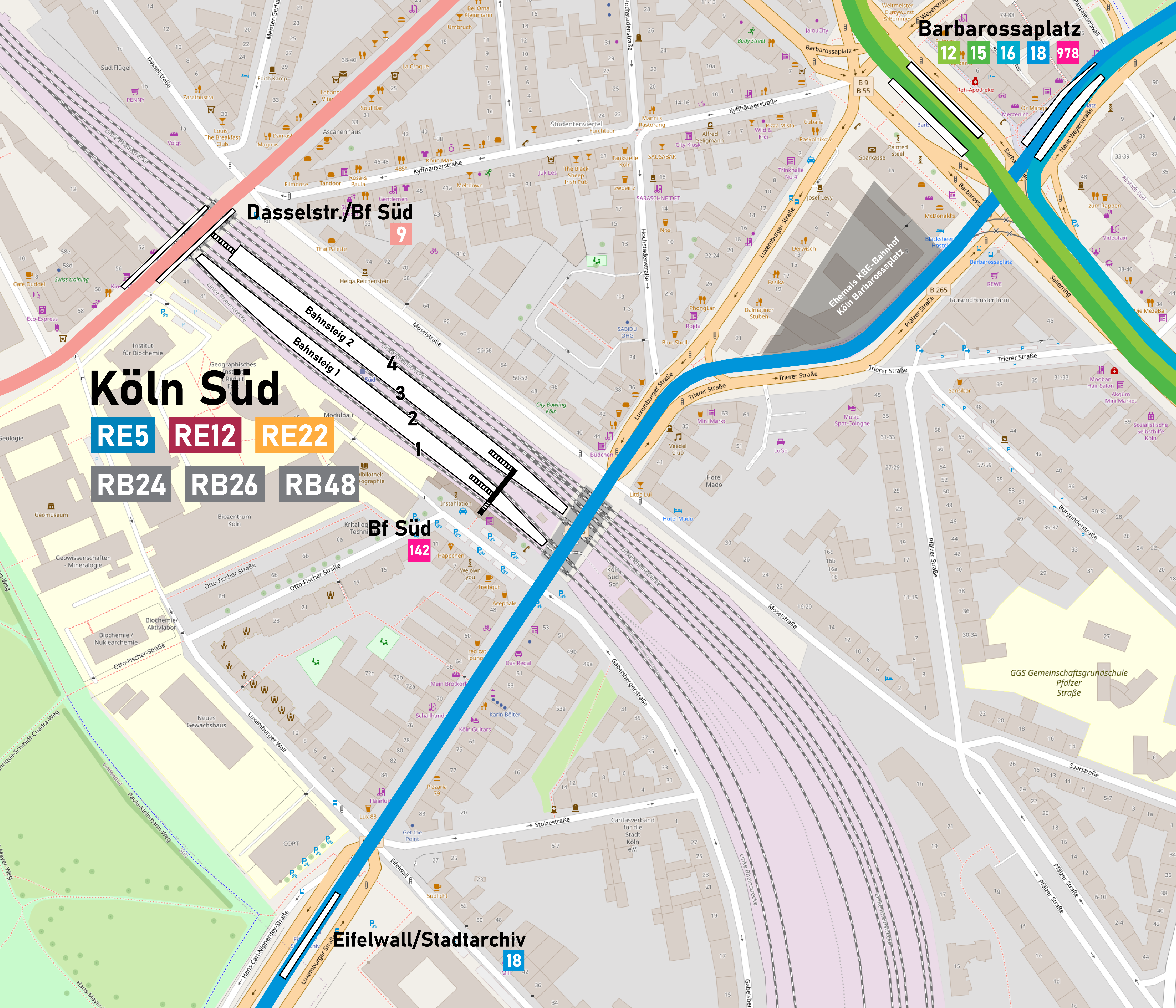
Umgebungsplan des Bahnhofs Köln Süd mit Bus- und Stadtbahnhaltestellen

Neben Einpendlern aus dem Süden nach Köln wird der Bahnhof auch von Auspendlern Richtung Bonn oder Eifel intensiv genutzt, besonders von Studierenden der nahegelegenen Universität zu Köln. Aufgrund der zentralen Lage des Bahnhofs mit dem angrenzenden Ausgehviertel an der Zülpicher Straße ist der Bahnhof fast den ganzen Tag über stark frequentiert.
Die Gleise 1 und 4 dienen dem Verkehr von und nach Köln Hbf bzw. Bonn, die dazwischenliegenden Gleise 2 und 3 werden hauptsächlich als Ausweichgleise für den Nahverkehr und für Betriebsfahrten genutzt. Von hier kann die Südbrücke und damit die rechte Rheinstrecke erreicht werden. Seit dem Fahrplanwechsel im Dezember 2015 halten an Gleis 3 die zusätzlichen Züge in der Hauptverkehrszeit der RB 48 in Richtung Wuppertal-Oberbarmen, die planmäßig hier überholt werden.
Über das bahnsteiglose Gleis 5 nördlich der Bahnsteige wird der Güterverkehr sowohl Richtung Köln Eifeltor als auch Richtung Südbrücke abgewickelt; das Gleis 6 (mit dem zurzeit nicht zugänglichen provisorischen Bahnsteig) übernimmt die Güterzug-Fahrten der Gegenrichtung. Da der Bahnsteig 3/4 in der Regel nur von ankommenden Fahrgästen und von den wenigen Fahrgästen Richtung Köln Hbf genutzt wird, ist er lediglich mit drei Wetterschutzhäuschen ausgestattet. Der Bahnsteig 1/2 ist aufgrund überwiegend abfahrender Bahnkunden dagegen zu etwa einem Drittel überdacht. Zugzielanzeiger sind an den Gleisen 1 und 4 installiert. Auf beiden Bahnsteigen befinden sich außerdem Automaten für Fahrkarten, auf dem Bahnsteig 1/2 zusätzlich ein Automat für Kaltgetränke und Süßigkeiten.
Im Empfangsgebäude befinden sich ein DB Service Store von DB InfraGO sowie eine Kunstwerkstatt mit Ausstellungsräumen.

## Probleme, Gefahren und Umbaupläne

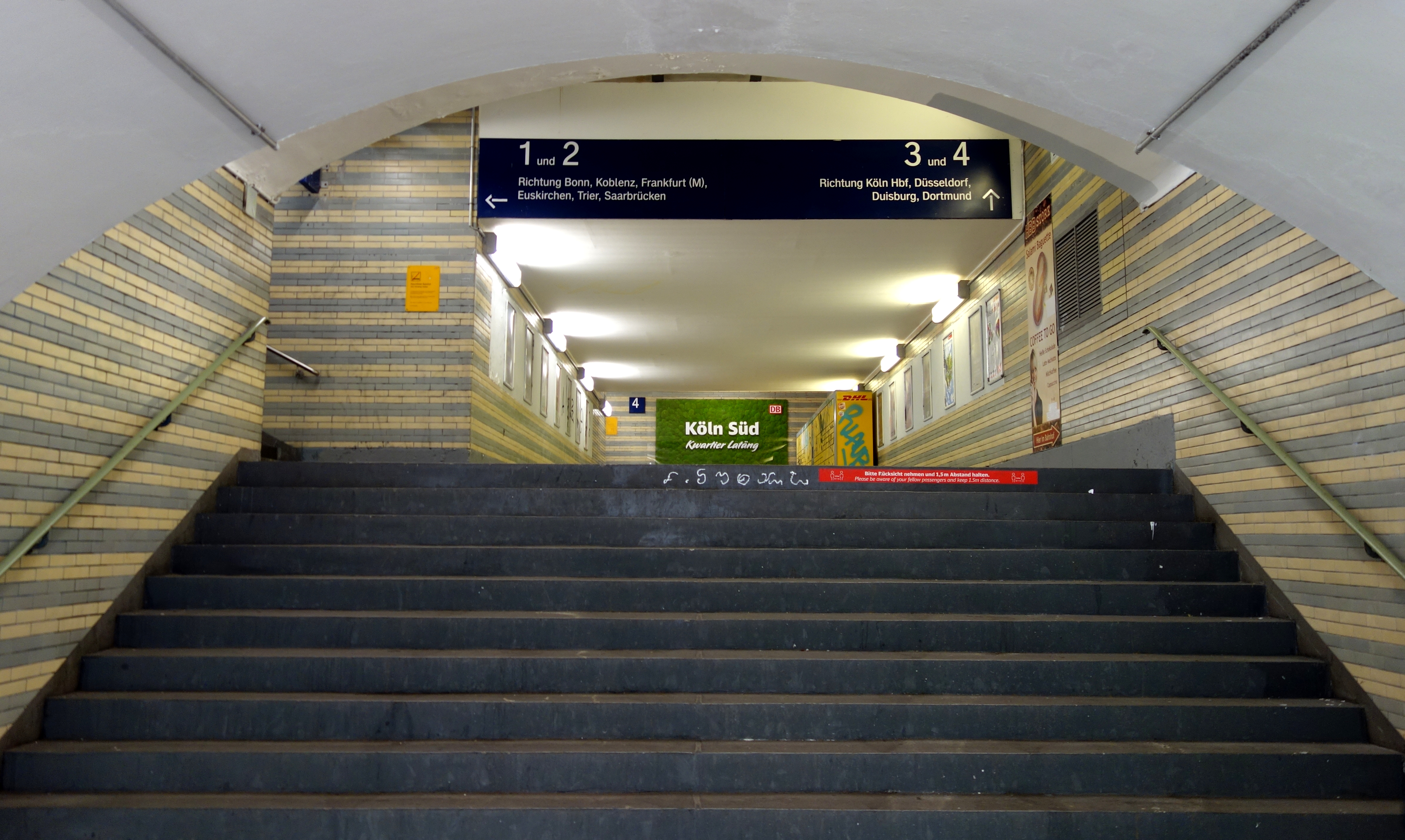
Gleistunnel von der ehemaligen Empfangshalle aus gesehen

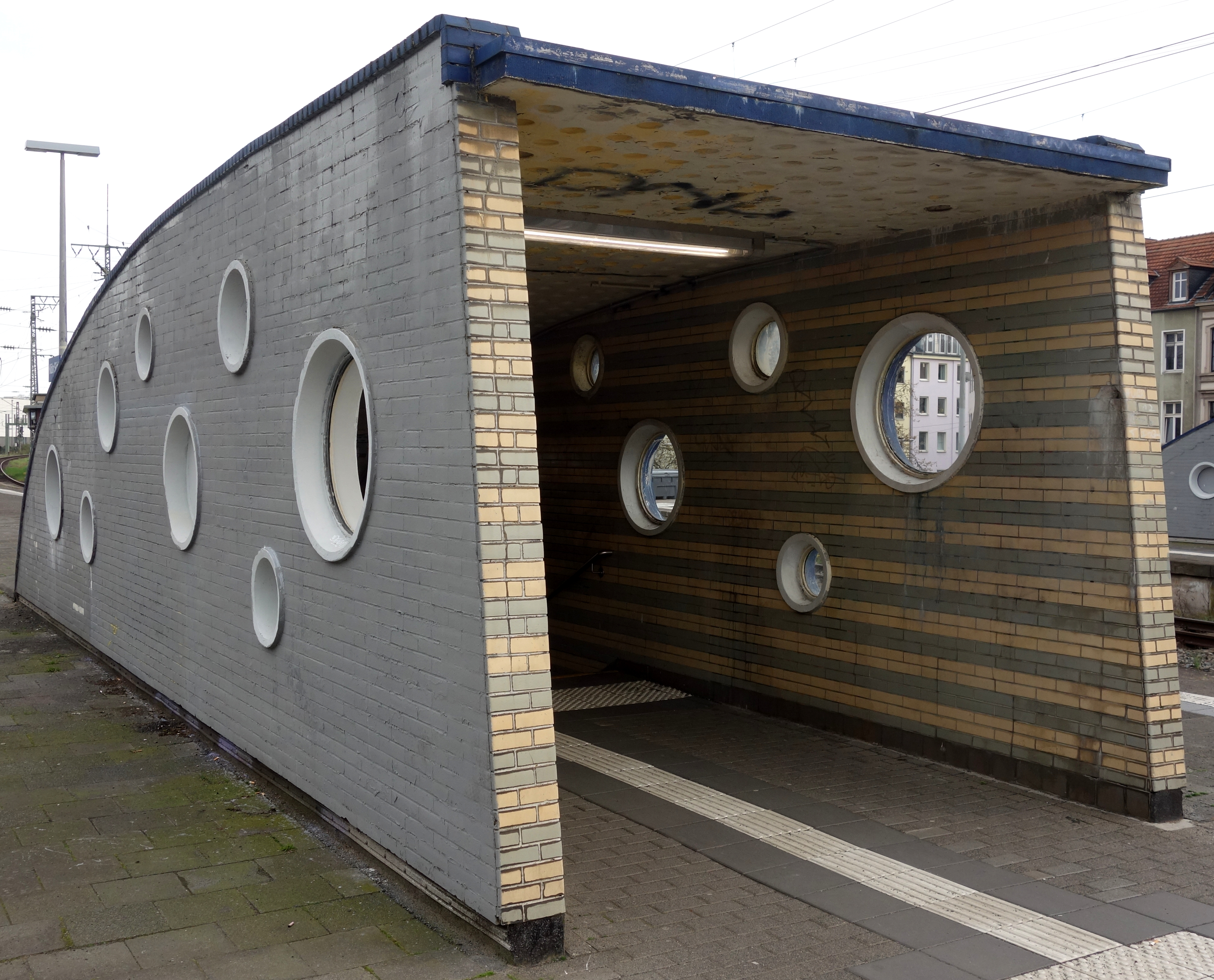
Zugang zum Gleistunnel im Stil der 1950er Jahre

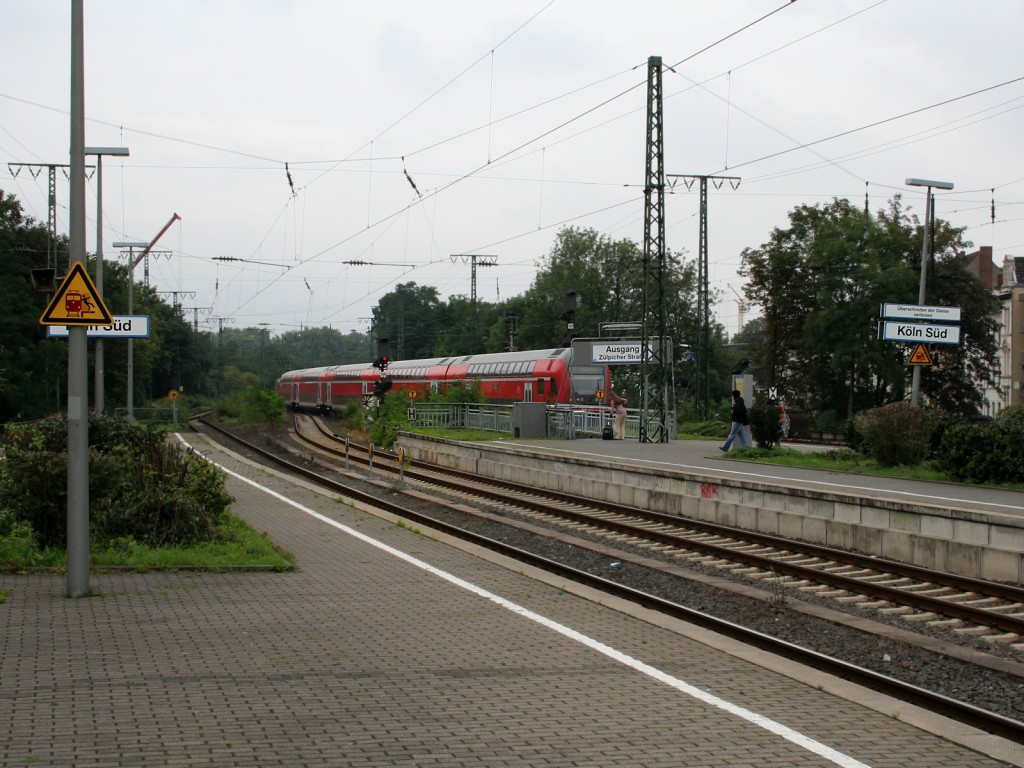
Nordwestlicher Ausgang (nur vom Bahnsteig 3/4, rechts)

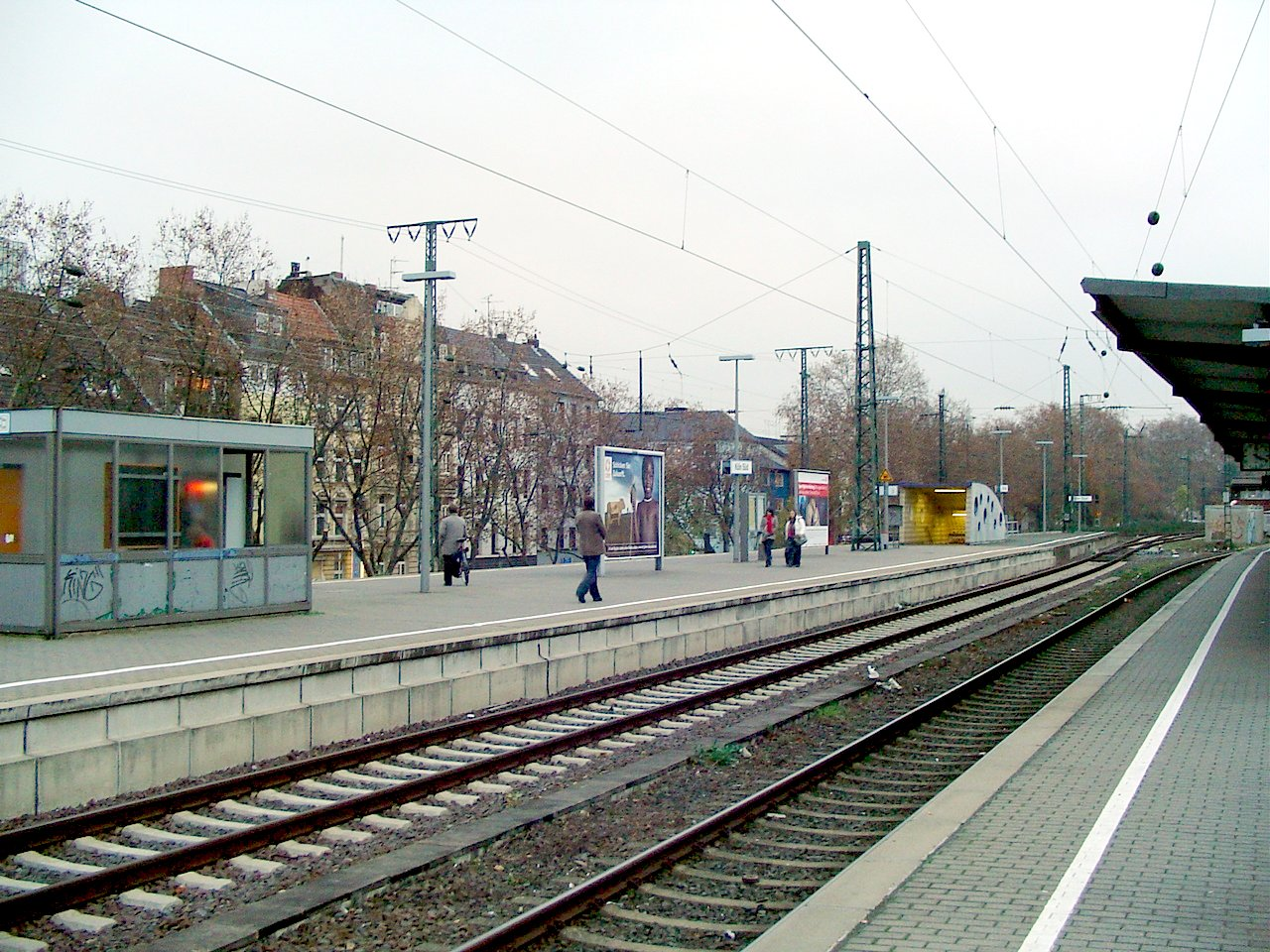
Bahnsteige

Der gesamte Bahnhof Köln Süd und sein Umfeld entsprechen sowohl technisch als auch ausstattungsmäßig, baulich und optisch nicht mehr den heutigen Anforderungen. Die Anlage ist schon seit Jahrzehnten durch erhebliche Probleme und gravierende Mängel gekennzeichnet:
Zunächst sind überaus lange und umständliche Wege zu den Bahnsteigen derzeit unumgänglich. Die Gleise 1 und 2 sind offiziell und auf direktem Wege ausschließlich über den Aufgang am Empfangsgebäude an der Luxemburger Straße zu erreichen. Wer von der stark frequentierten Zülpicher Straße bzw. von der unmittelbar angrenzenden Stadtbahnhaltestelle Dasselstraße/Bf Süd der Linie 9 die Gleise 1 und 2 zum Ziel hat, muss die gesamte Länge des Bahnsteiges der Gleise 3 und 4 bis zum Aufgang Luxemburger Straße zurücklegen, durch die Unterführung gehen und dabei insgesamt sechs verschiedene Treppenabschnitte überwinden. Ein Grund für viele Fahrgäste, zum Wechsel der Bahnsteige immer wieder die verbotene und äußerst gefährliche Abkürzung unmittelbar über die Gleise zu nehmen. Wiederholt kommt es dadurch zu bahnpolizeilichen Sperrungs- und Sanktionierungsmaßnahmen. Zeitweise wurde versucht, Teile dieses illegalen Weges durch einen Zaun zu versperren. Die Stadtbahnlinie 18 fährt hingegen auf der Luxemburger Straße direkt am Empfangsgebäude vorbei, besitzt aber keine Haltestelle in unmittelbarer Bahnhofsnähe, sondern bedient erst 250 m südlich die Haltestelle Eifelwall/Stadtarchiv bzw. 350 m nördlich die Haltestelle Barbarossaplatz. Zur Verbesserung dieser Situation ist der Bau einer neuen Haltestelle Bahnhof Süd der Linie 18 zum ÖPNV-Bedarfsplan des Landes angemeldet.
Darüber hinaus sind sämtliche Bahnsteige nicht barrierefrei zugänglich – trotz der zentralen Innenstadtlage und erheblicher verkehrlicher Bedeutung der Station mit rund 15.500 Ein- und Aussteigern täglich. Es gibt weder Aufzüge noch Rampen und alle Bahnsteige liegen auf einem Bahndamm, der somit nicht ebenerdig erreichbar ist. Der Bahnhof hat zwar einen 76 Zentimeter hohen Bahnsteig, der zu den hier verkehrenden Linien passt; ein Auf- und Abgang ist jedoch bei sämtlichen Gleisen nach wie vor nur über steile und lange Treppen möglich. Damit ist jener Regionalbahnhof der letzte in Köln, welcher über keinen stufenfreien Zugang verfügt. Außerdem ist die Station seit Jahren mit großem Abstand die meistfrequentierte nicht-barrierefreie Station im gesamten NVR-Gebiet.
Im Sommer 2021 wurden 480 neue überdachte Doppelstockparker für Fahrräder aufgestellt. Außerdem soll der Bahnhofsvorplatz umgestaltet und u. a. mit Kiss & Ride-Parkplätzen sowie erweiterter Außengastronomie aufgewertet werden, um das gesamte Erscheinungsbild attraktiv abzurunden.

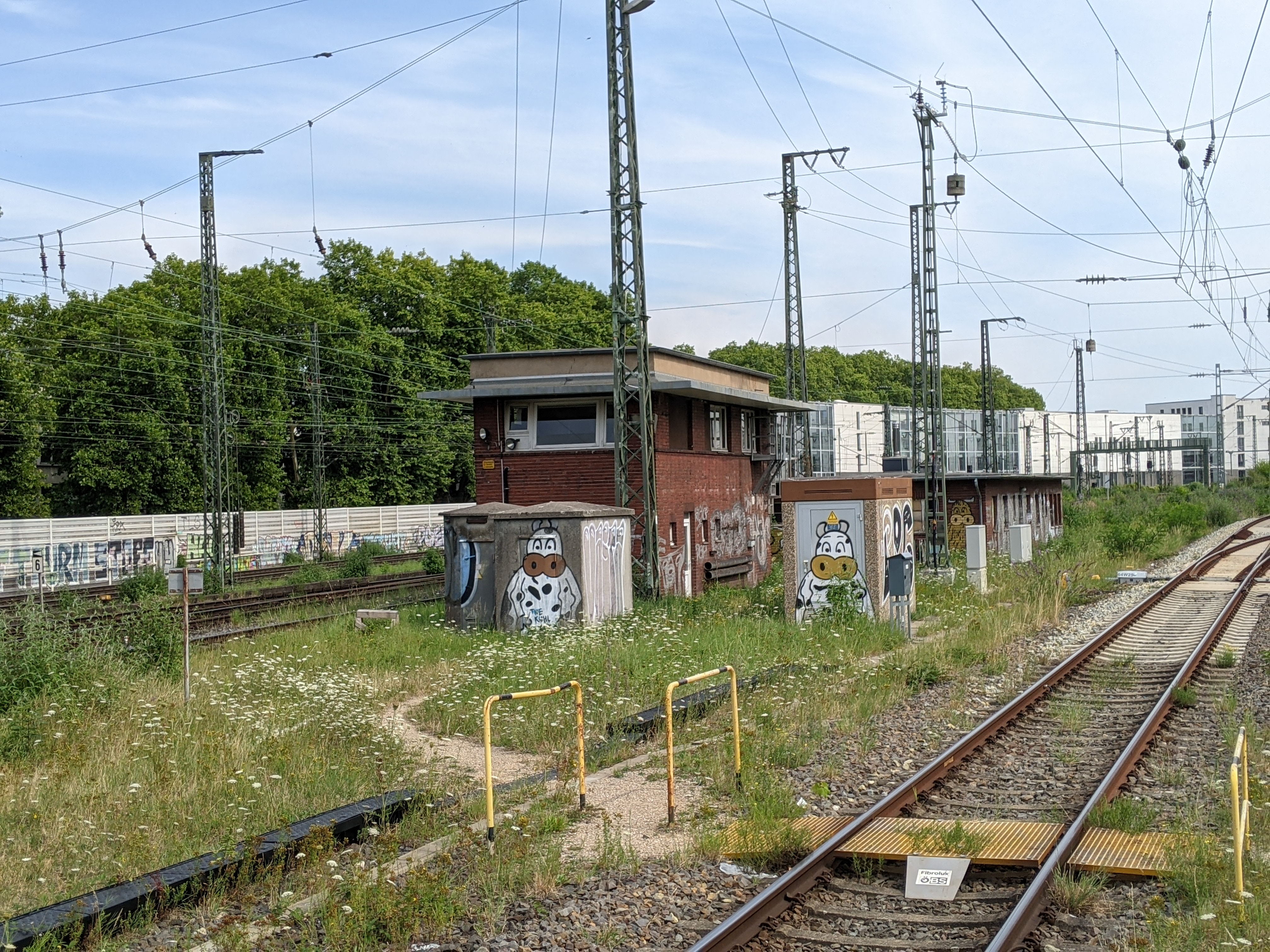
Ehemaliges Stellwerk Köln Süd

Die Station liegt an der linken Rheinstrecke, eine der meistbefahrenen und zum Teil überlasteten Bahnverbindungen Deutschlands. Bis Mai 2025 wurden sowohl der Personenbahnhof als auch die Abzweigstelle an der parallel verlaufenden Güterbahn von einem elektromechanischen Stellwerk bedient. Im Zuge einer Modernisierung wurde ein neues elektronische Stellwerk am Haltepunkt Köln Hansaring errichtet, welches den Bahnhof Köln Süd fernstellt. Darüber hinaus wird der Bahnhof ganz wesentlich von den Planungen zur Westspange tangiert, die sich seit den 1990er-Jahren hinzieht. Auch aufgrund der bis dahin unklaren Lage der zukünftigen S-Bahn-Gleise, die durch den Bahnhof führen sollen, wurde der Beginn der Bahnhofsmodernisierung seitdem immer weiter vertagt.
Seit vielen Jahrzehnten wird über eine bauliche Veränderung des Bahnhofs diskutiert und verhandelt. Der schon lange geplante Umbau hat sich aufgrund verschiedener Gründe verzögert. Diese haben unter anderem mit den schwierigen sowie engen Platz- und Eigentumsverhältnissen zu tun. Die zum Teil denkmalgeschützte Station liegt zwischen zwei dringend sanierungsbedürftigen Eisenbahnbrücken. Deren Erneuerung hat sich ebenfalls bereits mehrfach um viele Jahre verschoben.
Außerdem gab es neben Sparzwängen auch Finanzierungsstreitigkeiten zwischen den diversen Betroffenen bzw.  Zuständigen. Es wurde beispielsweise intensiv darüber debattiert, auf welche Art und Weise und in welchem Umfang der Bahnhof umgebaut werden soll sowie wer welchen Anteil finanziert.
Bereits im Jahr 2010 sollte für 1,6 Millionen Euro eine Treppe gebaut werden, die auch von der Zülpicher Straße direkten Zugang zu den Gleisen 1 und 2 ermöglichen würde, jedoch wurde diese Variante aus Gründen der Statik wieder verworfen. Stattdessen soll laut dem Planfeststellungsverfahren eine zusätzliche Unterführung seitlich im Bahndamm gebaut werden – mit Zuwegung über ein an die Zülpicher Straße angrenzendes Grundstück, das bisher in privater Hand war. Dazu muss das dort ansässige Café-Restaurant mit Biergarten abgerissen werden. Um Angsträume zu verhindern, möchte die Stadt Köln statt der geplanten Sackgasse einen Durchstich des Tunnels erreichen. Sie muss diesen jedoch auf eigene Kosten in einem nachgelagerten, zweiten Bauabschnitt realisieren.
Im Jahr 2020 sollte die Station jedoch nach jahrzehntelanger und mehrmaliger Verzögerung voraussichtlich bis Ende Oktober für rund 11,3 Millionen Euro umfassend modernisiert und barrierefrei ausgebaut werden. Dazu war geplant, im Rahmen der RRX-Anbindung die Station mit zusätzlichen Zugängen und Aufzügen nachzurüsten, um zugleich die wie beschrieben außergewöhnlich langen Wege zu verkürzen. Darüber hinaus war die Errichtung weiterer Dächer und Blindenleiteinrichtungen sowie die Erneuerung der Beschallung und Beleuchtung geplant. Auf Grund der Klage gegen das Baurecht eines Grundstückeigentümers konnten die Arbeiten nicht wie geplant im Oktober 2020 beginnen. Voraussichtlich verschieben sich die Arbeiten bis 2028.

## Personenverkehr
Am Kölner Südbahnhof halten im Schienenpersonennahverkehr alle Regionalverkehrslinien der linken Rheinstrecke:
| Linie      | Linienverlauf | Takt                                                                                     |
| ---------- | --- | ---------------------------------------------------------------------------------------- |
| RE 5 (RRX) | Rhein-Express: Wesel – Friedrichsfeld (Niederrhein) (zweistdl.) – Voerde (Niederrhein) – Dinslaken – Oberhausen-Holten (zweistdl.) – Oberhausen-Sterkrade – Oberhausen Hbf – Duisburg Hbf – Düsseldorf Flughafen – Düsseldorf Hbf – Düsseldorf-Benrath – Leverkusen Mitte – Köln-Mülheim – Köln Messe/Deutz – Köln Hbf – Köln Süd – Brühl – Bonn Hbf – Bonn UN Campus – Bonn-Bad Godesberg – Oberwinter – Remagen – Sinzig (Rhein) – Bad Breisig – Andernach – Koblenz Stadtmitte – Koblenz Hbf Stand: Fahrplanwechsel Dezember 2023 | 60 min                                                                                   |
| RB 26      | MittelrheinBahn: (Köln/Bonn Flughafen –) (nur im Nachtverkehr) Köln Messe/Deutz – Köln Hbf – Köln West – Köln Süd – Hürth-Kalscheuren – Brühl – Sechtem – Roisdorf – Bonn Hbf – Bonn UN Campus – Bonn-Bad Godesberg – Bonn-Mehlem – Rolandseck – Oberwinter – Remagen – Sinzig (Rhein) – Bad Breisig – Brohl – Namedy – Andernach – Weißenthurm – Mülheim-Kärlich – Koblenz-Lützel – Koblenz Stadtmitte – Koblenz Hbf – Rhens – Spay – Boppard Hbf – Boppard-Bad Salzig – Boppard-Hirzenach – Sankt Goar – Oberwesel – Bacharach – Niederheimbach – Trechtingshausen – Bingen (Rhein) Hbf – Bingen (Rhein) Stadt – Bingen-Gaulsheim – Gau Algesheim – Ingelheim – Heidesheim (Rheinhessen) – Uhlerborn – Budenheim – Mainz-Mombach – Mainz Hbf Stand: Fahrplanwechsel Dezember 2021 | 60 min                                                                                   |
| RB 48      | Rhein-Wupper-Bahn: Wuppertal-Oberbarmen – Wuppertal-Barmen – Wuppertal Hbf – Wuppertal-Vohwinkel – Haan-Gruiten – Haan – Solingen Hbf – Leichlingen – Opladen – Leverkusen-Manfort – Köln-Mülheim – Köln Messe/Deutz – Köln Hbf – Köln West – Köln Süd – Hürth-Kalscheuren – Brühl – Sechtem – Roisdorf – Bonn Hbf – Bonn UN Campus – Bonn-Bad Godesberg – Bonn-Mehlem Stand: Fahrplanwechsel Dezember 2021 | 30 min (W-Oberbarmen–Köln) 30 (HVZ)/60 min (Köln–Bonn Hbf) 60 min (Bonn Hbf–Bonn-Mehlem) |

Dazu kommen alle Regionalverkehrslinien der Eifelstrecke:
| Linie       | Linienverlauf | Takt                                               |
| ----------- | --- | -------------------------------------------------- |
| RE 12       | Eifel-Mosel-Express: Köln Messe/Deutz – Köln Hbf – Köln Süd – (Erftstadt – Weilerswist –) Euskirchen (– Mechernich – Kall – Jünkerath – Gerolstein – Bitburg-Erdorf – Trier Hbf) (aufgrund von Hochwasserschäden längerfristig im Schienenersatzverkehr zwischen Kall und Trier Hbf) Stand: Fahrplanwechsel Dezember 2023 | einzelne Zugpaare                                  |
| RE 22 RB 22 | Eifel-Express: Köln Messe/Deutz – Köln Hbf – Köln West – Köln Süd – Erftstadt – Weilerswist – Euskirchen – Mechernich – Kall (Gattungswechsel RE/RB) – Urft (Steinfeld) – Nettersheim – Blankenheim (Wald) – Schmidtheim – Dahlem (Eifel) – Jünkerath – Lissendorf – Oberbettingen-Hillesheim – Gerolstein – Birresborn – Mürlenbach – Densborn – Usch/Zendscheid – St. Thomas – Kyllburg – Bitburg-Erdorf – Hüttingen – Philippsheim – Speicher – Auw an der Kyll – Daufenbach – Kordel – Ehrang – Pfalzel – Trier Hbf (aufgrund von Elektrifizierungsarbeiten wechselnde Abschnitte längerfristig im Schienenersatzverkehr) Stand: 16. Juni 2025 | 60 min                                             |
| RB 24       | Eifel-Bahn: Köln Messe/Deutz – Köln Hbf – Köln West – Köln Süd – Hürth-Kalscheuren – Brühl-Kierberg – Erftstadt – Weilerswist – Weilerswist-Derkum – Euskirchen-Großbüllesheim – Euskirchen – Satzvey – Mechernich – Scheven – Kall (– Urft (Steinfeld) – Nettersheim – Blankenheim (Wald) – Schmidtheim – Dahlem (Eifel) – Jünkerath – Lissendorf – Oberbettingen-Hillesheim – Gerolstein) Stand: 16. Juni 2025 | 60 min (Köln–Kall) einzelne Züge (Kall–Gerolstein) |

### Nahverkehr
Im weiteren Umfeld des Bahnhofs haben im öffentlichen Personennahverkehr mehrere Bus- und Stadtbahnlinien Haltestellen.
Vor dem Bahnhofsgebäude befindet sich die Bushaltestelle Bahnhof Süd, an der jedoch nur die Buslinie 142 hält. Die Haltestelle Dasselstraße/Bahnhof Süd an der Linie 9 befindet sich unter der westlichen Brücke über die Zülpicher Straße und kann nur von den Gleisen 3 und 4 direkt über eine Treppe erreicht werden. Die Haltestelle Barbarossaplatz befindet sich 350 m nördlich des Bahnhofs, hier kreuzen sich die Linien 12, 15, 16 und 18, außerdem hält die Buslinie 978. Etwas näher liegt an der Linie 18 außerdem der Halt Eifelwall/Stadtarchiv.
| Linie | Linienverlauf | Takt |
| ----- | --- | --- |
| 9     | Sülz – Zülpicher Straße/Gürtel – Universität – Dasselstraße/Bahnhof Süd – Zülpicher Platz – Neumarkt – Heumarkt – U Bf. Deutz/Messe – U Deutz Technische Hochschule – U Kalk Post – U Kalk Kapelle – U Vingst – Ostheim – Rath/Heumar – Königsforst | 10 min |
| 12    | Merkenich – Niehl Nord – Weidenpesch – U Neusser Straße/Gürtel – U Florastraße – U Lohsestraße – U Ebertplatz – U Hansaring – U Christophstraße/Mediapark – U Friesenplatz – U Rudolfplatz – Zülpicher Platz – Barbarossaplatz – Zollstock | 10 min |
| 15    | Chorweiler – Heimersdorf – Longerich – Weidenpesch – U Neusser Straße/Gürtel – U Florastraße – U Lohsestraße – U Ebertplatz – U Hansaring – U Christophstraße/Mediapark – U Friesenplatz – U Rudolfplatz – Zülpicher Platz – Barbarossaplatz – Chlodwigplatz – Ubierring | 10 min |
| 16    | Niehl – Amsterdamer Straße/Gürtel – U Reichenspergerplatz – U Ebertplatz – U Breslauer Platz/Hbf – U Dom/Hbf – U Appellhofplatz (Breite Straße) – U Neumarkt – Barbarossaplatz – Chlodwigplatz – Ubierring – Marienburg – Rodenkirchen – Sürth – Godorf – Wesseling Nord – Wesseling – Wesseling Süd – Urfeld – Widdig – Uedorf – Hersel – Tannenbusch Mitte – Tannenbusch Süd – Propsthof Nord – Bonn West – U Bonn Hbf – U Universität/Markt – U Juridicum – U Bundesrechnungshof/Auswärtiges Amt – U Museum Koenig – U Heussallee/Museumsmeile – Ollenhauerstraße – Olof-Palme-Allee – Max-Löbner-Straße/Friesdorf – Hochkreuz/Deutsches Museum Bonn – U Wurzerstraße – U Plittersdorfer Straße – U Bonn-Bad Godesberg Bf – U Bad Godesberg Stadthalle | 10 min |
| 18    | Thielenbruch – Dellbrück – Holweide – Buchheim – U Bf Mülheim – U Mülheim Wiener Platz – Zoo/Flora – U Reichenspergerplatz – U Ebertplatz – U Breslauer Platz/Hbf – U Dom/Hbf – U Appellhofplatz (Breite Straße) – U Neumarkt – Barbarossaplatz – Eifelwall – Klettenberg – Efferen – Hürth-Hermülheim – Fischenich – Brühl-Vochem – Brühl Mitte – Brühl Süd – Badorf – Schwadorf – Walberberg – Merten – Waldorf – Dersdorf – Bornheim – Roisdorf West – Alfter – Dransdorf – Bonn West – Bonn Hbf | 10 min (Thielenbruch–Buchheim) 5 min (Buchheim–Klettenberg) 10 min (Klettenberg–Schwadorf) 20 min (Schwadorf–Bonn) |
| 142   | Ubierring – Chlodwigplatz – Volksgarten – Bahnhof Süd – Weißhausstr. – Universität – Weinsbergstr./Gürtel – Bahnhof Ehrenfeld – Liebigstraße – Nippes – Nippes, Merheimer Platz | |
| 978   | Breslauer Platz/Hbf – Heumarkt – Barbarossaplatz – Weißhausstr. – Berrenrather Str./Gürtel – RheinEnergie-Sportpark – Efferen – Stotzheim – Alstädten-Burbach – Gleuel – Berrenrath | |